# Mmabatho
Mmabatho (del setsuana Mmabatho: "Madre de la Gente") era una ciudad cerca de Mafikeng, Sudáfrica. Fue la capital de la República Bantustán de Bofutatsuana. Luego del final del apartheid en 1994, Mabato fue unida a Mafikeng, que se convirtió en la capital de la recién creada provincia del Noroeste.
- Datos: Q358762